# Curtis Lester Mendelson
Pour les articles homonymes, voir Mendelson.
Pour les articles ayant des titres homophones, voir Mendelssohn et Mendelsohn.
Curtis Lester Mendelson, né le 4 septembre 1913 à New York et mort le 13 octobre 2002, il était  un obstétricien et cardiologue américain.
Il a décrit le syndrome d'inhalation bronchique qui se nomme aussi syndrome de Mendelson en 1946.